# A 샤프
A#(A 샤프)는 마이크로소프트 마이크로소프트 닷넷 플랫폼에 있는 에이다의 한 언어이다. 에이다 커뮤니티의 서비스로서 GNU 일반 공중 사용 허가서의 조항에 따라 미국 컴퓨터 과학부를 통해 자유로이 배포된다.
에아다코어는 이 개발 환경을 인수했고 A# 보다 더 많은 특징 모두를 가진.NET product를 완벽히 지원하는 "GNAT for .NET"을 발표했다.

## 추가 링크
- A# for .NET
- Ada Sharp .NET 보관됨 2008-10-16 - 웨이백 머신 Programming environment